# Искусственное воображение
Искусственное воображение (синтетическое или машинное воображение) — искусственное моделирование человеческого воображения компьютерами общего или специального назначения или искусственными нейронными сетями, прикладная форма которого известна синтетическая среда.
Термин «искусственное воображение» также используется для описания свойств машин или программ. Исследователи надеются имитировать с их помощью некоторых черт, таких как креативность, юмор и сатира.
Исследование искусственного воображения использует инструменты и идеи из многих областей, включая компьютерные науки, риторику, психологию, искусство, философию, неврологию, аффективные вычисления, искусственный интеллект, когнитивные науки, лингвистику, исследование операций, творческое письмо, вероятность и логику.
Исследователи изучают различные аспекты искусственного воображения, такие как искусственное визуальное воображение, искусственное слуховое воображение, моделирование/фильтрация контента на основе человеческих эмоций и интерактивного поиска. В некоторых статьях на эту тему рассуждают о том, как искусственное воображение может эволюционировать, создавая искусственный мир.
Некоторые исследователи, такие как Г. Шлейс и М. Рицки, сосредоточились на использовании нейронных сетей для моделирования искусственного воображения.
Еще одним важным проектом руководят Хирохару Като и Тацуя Харада из Токийского университета в Японии. Они разработали компьютер, способный переводить описание объекта в изображение, что может быть самым простым способом определения искусственного воображения. Их идея основана на концепции изображения как серии пикселей, разделенных на короткие последовательности, соответствующие определенной части изображения. Ученые называют эти последовательности «визуальными словами», и они могут быть интерпретированы машиной, использующей статистическое распределение, чтобы прочитать описание и создать изображение объекта, с которым машина не сталкивалась.
Тема искусственного воображения вызвала интерес у ученых за пределами компьютерных наук, таких как известный специалист по коммуникациям Эрнест Борман, который разработал теорию символической конвергенции и работал над проектом по развитию искусственного воображения в компьютерных системах. С 2017 года в Высшей нормальной школе Парижа проводится Междисциплинарный исследовательский семинар по искусственному воображению и искусству «постдиджитал».

## Применение искусственного воображения
Типичное применение искусственного воображения — это интерактивный поиск. Интерактивный поиск развивается с середины 1990-х годов, сопровождаясь развитием всемирной паутины и оптимизацией поисковых систем. На основе первого запроса и обратной связи от пользователя базы данных, по которым ведётся поиск, реорганизуются для улучшения результатов поиска.
Искусственное воображение позволяет нам синтезировать образы и создавать новый образ, сохранённый в базе данных, независимо от его существования в реальном мире. Например, компьютер показывает результаты, основанные на ответе из исходного запроса. Пользователь выбирает несколько релевантных изображений, а затем технология анализирует эти выборки и реорганизует ранги изображений в соответствии с запросом. В этом процессе искусственное воображение используется для синтеза выбранных изображений и улучшения результата поиска с помощью дополнительных релевантных синтезированных изображений. Метод основан на нескольких алгоритмах, включая алгоритм Роккио и эволюционный алгоритм.
Алгоритм Роккио, локализующий смысл запроса вблизи релевантных примеров и вдали от нерелевантных, хорошо работает в небольшой системе, где базы данных расположены в определенных рядах. Эволюционный синтез состоит из двух этапов: стандартный и усовершенствованный алгоритмы. Благодаря обратной связи с пользователем, они синтезируют дополнительные изображения, соответствующие его запросу.

## Искусственная мораль и память
Искусственное воображение имеет более широкое применение. В общем смысле все действия по формированию идей, образов и концепций могут быть связаны с воображением. Таким образом, искусственное воображение означает нечто большее, чем просто создание графов. Например, моральное воображение является важным исследовательским подразделом искусственного воображения, несмотря на то, что его классификация затруднительна. Мораль является важной частью человеческой логики, в то время как искусственная мораль играет важную роль в искусственном воображении и искусственном интеллекте.
Основной вопрос, касающийся моральных аспектов искусственного интеллекта, заключается в том, должны ли люди брать на себя ответственность за ошибки и решения машин, и как развивать хорошо управляемые машины. Поскольку никто не может дать ясного описания лучших моральных правил, создание машины, подчиняющейся общепринятым моральным нормам, пока не представляется возможным. Однако недавние исследования, посвященные искусственной морали, обходят определение морали стороной. Вместо этого машин обучают подражать человеческой морали, используя данные о моральных решениях тысяч разных людей, поэтому обученная таким способом модель способна отражать общепринятые правила.
Память — ещё одна большая область искусственного воображения. Такие исследователи, как Од Олива, провели обширную работу над искусственной памятью, особенно зрительной. По сравнению со зрительным воображением, зрительная память больше фокусируется на том, как машина понимает, анализирует и хранит изображения человеческим способом. Кроме этого, были исследованы пространственные характеристики зрительной памяти. Поскольку эта область основана на биологических структурах мозга, были также проведены обширные исследования в области нейробиологии, являющейся пересечением биологии и информатики.